# Будылин, Анатолий Петрович
Анатолий Петрович Будылин (1907—1982) — советский электротехник, конструктор вооружений, лауреат Сталинской премии.
Родился в 1907 г. в Москве. В 1931 г. поступил в Московский учебный комбинат связи (МУКС), затем реорганизованный в Инженерно-техническую академию связи (ИТАС) им. В. И. Подбельского, по специальности электротехник.
В 1935—1936 гг. в электротехнической лаборатории под руководством Ф. Я. Зотова-Лобанова группа в составе А. П. Будылина, А. Е. Безменова и М. С. Приказчикова проводила научные исследования по обнаружению ферримагнитных масс с помощью индукционных катушек. Идея заинтересовала военно-морское ведомство, и Будылин избрал темой своего дипломного проекта создание неконтактного электрического взрывателя для морских противолодочных мин.
В 1937 г., не получив диплома об окончании ИТАС, начал работать в только что созданном ЦКБ-36, в 1938 г. перешёл в особое КБ при заводе № 239 — СКБ-239, которому была поручена разработка новых образцов мин. Возглавил группу по созданию неконтактной электрической мины НЭМ.
В июле 1941 г. направлен в Севастополь с задачей организации помощи флотским минерам в борьбе с неконтактными минами противника.
В конце 1941 г. направлен в Петропавловск (Казахстан) в ЦКБ завода № 347 «Красный гидропресс», эвакуированного из Таганрога, которое в июле в 1942 г. вошло в состав ЦКБ-36 Наркомсудпрома. Принимал участие в создании первой советской серийной неконтактной мины с индукционным НВ АМД-1 (в модификациях АМД-1-500 и АМД-1-1000, принятой на вооружение в 1942 г.), за создание которой в 1946 г. в составе группы разработчиков был удостоен звания лауреата Сталинской премии.
С 1945 г. работал во вновь созданном НИИ-400 МСП (в последующем — НИИ «Гидроприбор», ЦНИИ «Гидроприбор», НПО «Уран»). В 1950 г. возглавил разработку первой советской мины с индукционно-гидродинамическим взрывателем. Мины под шифром АМД-4-500 и АМД-4-1000 были приняты на вооружение в 1951.
В начале 1950-х приступил к разработке неконтактной электрической мины КСМ (корабельная средняя мина), принятой на вооружение в 1957 г. Неконтактный взрыватель НВ-КСМ в дальнейшем применялся и в мине УКСМ.
В 1958 г. возглавил разработку первой в мире широкополосной мины с самоходной боевой частью «Звездочет», на базе которой в последующем были созданы многие серийные образцы мин этого класса.
Разработал неконтактный взрыватель для принятой на вооружение в 1964 г. подлёдной противолодочной якорной мины с антенным электрическим НВ — ПМ-2 (главный конструктор М. А. Гринев).
Автор многих изобретений в области электротехники и минно-торпедного оружия. Патенты:
- Адрианов И. М., Миронов Н. И., Будылин А. П., Зотов Ф. Я. Неконтактный торпедный взрыватель. 1937 г.
- Будылин А. П. Индукционный неконтактный взрыватель для якорных мин. 1941 г.
- Будылин А. П., Зотов Ф. Я., Безменов А. Е. Антенная мина заграждения. 1943 г.
- Будылин А. П., Тимаков И. А., Булыгина Е. К. Мина, имитирующая шумы подводной лодки с применением автоматической звуковоспроизводящей аппаратуры. 1950 г.

Сочинения:
- Ультракороткие волны [Текст] / А. Будылин. — Москва : Радиоиздат, 1936 (тип. им. Сталина). — Обл., 86 с., 4 с. объявл. : ил.; 17х13 см.